# Eurodusnie

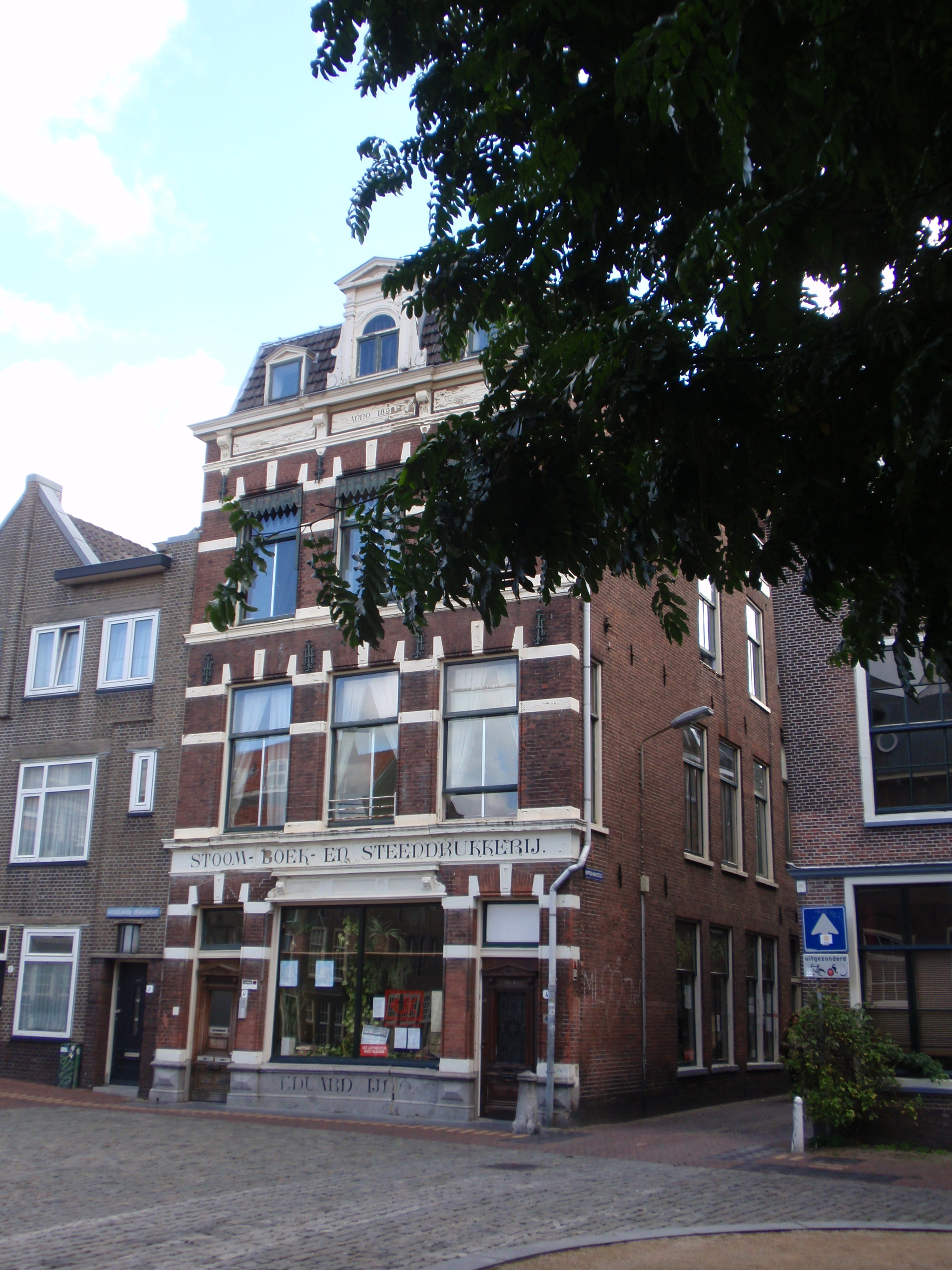
Vrijplaats Koppenhinksteeg in Leiden, waar het collectief Eurodusnie gevestigd is

Eurodusnie is een collectief dat in 1997 te Leiden werd opgericht naar aanleiding van de Eurotop in Amsterdam. Met acties, demonstraties en mediaprojecten werd kritiek geuit op het volgens Eurodusnie kapitalistische, uitsluitende en ondemocratische karakter van de Europese Unie.
Na 1997 ontwikkelde het collectief, gevestigd in de Vrijplaats Koppenhinksteeg in Leiden, zich in verschillende richtingen: de opkomende anti-globaliseringsbeweging, het beleid van de Wereldhandelsorganisatie en het Internationaal Monetair Fonds (IMF) werden aandachtsgebieden. Daarnaast werden diverse plaatselijke activiteiten opgestart zoals de Weggeefwinkel in Leiden centrum, een biologisch eetcafé en een dagcafé. Thans werken ongeveer vijfentwintig vaste medewerkers en enkele tientallen vrijwilligers in Eurodusnieprojecten.

## Visie
Eurodusnie stelt dat bestaande parlementaire instituties onmachtig, gecorrumpeerd en ongeschikt zijn voor het organiseren van echte democratie. Nieuwe vormen van democratie zouden alleen werken in horizontale verbanden, zonder centraal bestuur. Hiërarchische structuren zouden niet in staat zijn de mensheid te verenigen omdat deze te divers is om in een enkele identiteit te vatten. Door betrokkenheid en samenwerking tracht men een tegenmacht te vormen.

## Programma
Eurodusnie heeft een programma opgesteld van gemeenschappelijke waarden voor een nieuwe wereldorde:
- Wereldburgerschap. Ieder mens heeft recht om zich over de wereld te verplaatsen, zonder grenzen. Een wereldburgerschap biedt mensen dezelfde bewegingsvrijheid als de geldstromen.
- Diversiteit. Een nieuwe wereldorde gaat uit van de voortdurend scheppende kracht in de diversiteit van mensen.
- Basisinkomen. Een basisinkomen voor iedere wereldburger geeft een waardering voor waar de productie in deze tijd op draait: de productie van het leven zelf.
- Eigen leven. Eurodusnie wil de toe-eigening van productiemiddelen door allen via het opzetten van institutionele vormen van directe democratie. Ze willen daarom ook een einde aan copyright wetgeving, patenten op leven en software of andere vormen van intellectueel eigendom.

(Eurodusnie Manifest 2004)

## Actie
In 2005 voerde Eurodusnie campagne tegen de Europese grondwet. In rechtse kringen ontstond grote ophef toen bekend werd dat de Referendumcommissie het collectief hiervoor een subsidie van 40.000 euro had toegekend.